# 卡因吉異吻象鼻魚
卡因吉異吻象鼻魚（学名：Marcusenius kainjii）為輻鰭魚綱骨舌魚目象鼻魚科的其中一種。分布於非洲卡因吉湖流域，棲息於水底，具有發電器官，用來偵測獵物，體長可達30公分。